# Urucânia
Urucânia là một đô thị thuộc bang Minas Gerais, Brasil. Đô thị này có diện tích 139,182 km², dân số năm 2007 là 10203 người, mật độ 73,8 người/km².